# Кожимъёль
Кожимъёль (устар. Вачжигаель, устар. Вачжига-Ёль) — река в России, протекает по Республике Коми. Устье реки находится в 2 км от устья реки Кожимъю по левому берегу. Длина реки составляет 18 км.

## Данные водного реестра
По данным государственного водного реестра России относится к Двинско-Печорскому бассейновому округу, водохозяйственный участок реки — Печора от истока до водомерного поста у посёлка Шердино, речной подбассейн реки — Бассейны притоков Печоры до впадения Усы. Речной бассейн реки — Печора.
Код объекта в государственном водном реестре — 03050100112103000058464.